# Трамвай у Мостаганемі
Трамвай у Мостаганемі — трамвайна мережа, що обслуговує муніципалітет Мостаганем в Алжирі. 
Урочисто відкрито 18 лютого 2023 р, це третє місто в західному Алжирі з трамваєм після Орана та Сіді-Бель-Аббес. 
Дві лінії обслуговуються; перша 12,2 км з 20 станціями та друга 2 км з 4 станціями.

## Інфраструктура
Обидві лінії двоколійні з колією 1435  мм ( стандартна колія ). Вони живляться від контактних мереж постійного струму напругою 750  В 
. 
Alstom поставив енергосистему, електричні підстанції, системи сигналізації та телекомунікації. 
Залізнична інфраструктура була створена спільно з Cosider 
 · 
.

## Операції

### Рухомий склад
Рухомий склад складається з 25 поїздів типу Alstom Citadis 402, що були зібрані в Аннабі компанією Cital. 
Ці поїзди довжиною  44 м мають сім секцій і шість двостулкових дверей і дві одностулкові двері з кожного боку. 
Комерційна швидкість поїздів становить 70  км/год 
.
Залізничне депо, контрольно-пропускний пункт і ремонтні майстерні розташовані на західному кінці лінії 1 після кінцевої станції Salamander 